# Tobias Rau
Tobias Rau, född 31 december 1981, är en tysk före detta professionell fotbollsspelare (vänsterback) som hann spela sju landskamper för det tyska landslaget innan han tvingades avsluta karriären sommaren 2009 på grund av skador. Rau spelade i Bundesliga för Wolfsburg, Bayern München och Arminia Bielefeld.

## Meriter
- 7 A-landskamper för Tysklands herrlandslag i fotboll

## Klubbar
- Arminia Bielefeld
- FC Bayern München
- VfL Wolfsburg
- Eintracht Braunschweig